# Carl Traugott Beilschmied
Carl Traugott Beilschmied (Olszyna, 19 de octubre de 1793 - Wąsosz , 6 de mayo de 1848) fue un farmacéutico, botánico, y briólogo alemán, con enorme producción fitogeográfica.

## Algunas publicaciones

### Libros
- carl traugott Beilschmied. 1829. Ueber einige bei pflanzengeographischen Vergleichungen zu berücksichtigende Punkte, in Anwendung auf die Flora Schlesiens (Algunos puntos a considerar en la comparación fitogeográfica, aplicado a la flora de Silesia). Ed. Korn. 95 pp.
- Joakim Frederik Schouw, carl traugott Beilschmied. 1830. Die geographischen und historischen verhältnisse der eichen- und der birken-familie in Italien (Las relaciones geográficas e históricas de la encina y la familia de abedul en Italia). Ed. C.A. Koch's Verlag. 388 pp.
- carl traugott Beilschmied, alexander von Humboldt. 1831. Pflanzengeographie, nach Alexander von Humboldt's werke ueber die geographische Vertheilhung der Gewächse: mit Anmerkungen, grösseren Beilagen aus andern pflanzengeographischen Schriften und einem Excurse über die bei pflanzengeographischen Floren-Vergleichungen nöthigen Rücksichten (Geografía de las plantas después de las obras de Humboldt acerca de la Vertheilhung geográfica de las plantas: con notas, folletos de otros textos de gran importancia fitogeográficas y una excursión florística y comparaciones necesarias para las consideraciones fitogeográficas). Ed. bei Wilhelm Gottlieb Korn. 201 pp.
- john Lindley, carl traugott Beilschmied. 1832. Clavis analytica ordinum (subordinumque nonnullorum) plantarum. Ed. K. Bayerische botanische Gesellschaft. 32 pp.
- Hewett Cottrell Watson, carl traugott Beilschmied. 1837. Bemerkungen über die geographische Vertheilung und Verbreitung der Gewächse Grossbritanniens (Observaciones sobre la distribución geográfica y la distribución de las plantas de Gran Bretaña). 261 pp.

## Epónimos
Género
- (familia de las lauráceas) Beilschmiedia Nees in Wall.[1]